# Épisodes de The Cape
Cet article présente les dix épisodes de la série télévisée américaine The Cape.

## Liste des épisodes

### Épisode 1:The Cape
- Canada : 8 janvier 2011 sur Citytv
- États-Unis : 9 janvier 2011 sur NBC
- France : 5 décembre 2011 sur SyFy

- États-Unis : 8,45 millions de téléspectateurs[1] (première diffusion)

- Eros Biox (Popo)
- JoNell Kennedy (en) (Donna)
- Eric Pierpoint (en) (Chef Tom Ross)

### Épisode 2:La Tour
- États-Unis /  Canada : 9 janvier 2011 sur NBC / Citytv
- France : 5 décembre 2011 sur SyFy

- États-Unis : 8,45 millions de téléspectateurs[1] (première diffusion)

- Tye Alexander (Linus)
- Julie Claire (Membre du conseil municipal)
- Kenneth Davitian (Commerçant)
- Raza Jaffrey (Cain / Raimonde LeFleur)
- Elise Neal (La femme de Marty)
- Richard Schiff (M. Portman)

### Épisode 3:Kozmo
- États-Unis /  Canada : 17 janvier 2011 sur NBC / Citytv
- France : 5 décembre 2011 sur SyFy

- États-Unis : 6,22 millions de téléspectateurs[2] (première diffusion)

- Mo Anouti (Garde armé)
- Jacob Bertrand (Enfant alpha)
- Christopher DeMaci (joueur de poker #1)
- Ricky Harris (Prisonnier sans abri)
- Dmitriy Karpov (Garde)
- Boris Kievsky (L'examinateur)
- Thomas Kretschmann (Gregor Molotov)
- Barry W. Levy (Agent international de ARK)
- Pasha D. Lychnikoff (Commandant russe)
- Derek Magyar (Officier Phillips),
- Troy Metcalf (joueur de poker #2)
- Gary Ray (Vendeur dans la rue)
- Latarsha Rose (Le professeur de Trip)

### Épisode 4:Le Monte Carlo Express
- États-Unis /  Canada : 24 janvier 2011 sur NBC / Citytv
- France : 12 décembre 2011 sur SyFy

- États-Unis : 5,85 millions de téléspectateurs[3] (première diffusion)

- Dayton Callie (Maire Wilkins)
- Tim Chiou (Kwan)
- Eric Michael Cole (Noodle)
- Andrew Connolly (Le dresseur de Scales)
- James DuMont (Ingénieur)
- Brian Howe (Mick Reese)
- Benita Marti (Mme Debolt)
- Valarie Pettiford (Juge Parsons)
- Mikey Post (Pickle)
- Richard Schiff (M. Portman)
- Ellery Sprayberry (Fille blonde)
- Jaheem King Toombs (Garçon fin)

### Épisode 5:Les dés sont jetés
- États-Unis /  Canada : 31 janvier 2011 sur NBC / Citytv
- France : 12 décembre 2011 sur SyFy

- États-Unis : 5,34 millions de téléspectateurs[4] (première diffusion)

- Dan Glenn (Soldat ARK)
- Elliott Gould (Le Médecin de Peter Fleming)
- Kevin Kilner (Henry Jarrod)
- Jade Pettyjohn (Tracey Jarrod à 12 ans)
- Matt Riedy (Investisseur)
- Mena Suvari (Tracey Jarrod / Dice)
- Joshua Swanson (Croupier)

### Épisode 6:Google et Hicks
- États-Unis /  Canada : 7 février 2011 sur NBC / Citytv
- France : 19 décembre 2011 sur SyFy

- États-Unis : 4,58 millions de téléspectateurs[5] (première diffusion)

- Grant Collins (Jerry Blander)
- Chad Lindberg (Hicks)
- Richard Molinare (Tyson)
- Mike Mukatis (Sbire)
- Elise Neal (La femme de Marty)
- Pruitt Taylor Vince (Goggles)

### Épisode 7:Le Jour des morts (1/2)
- États-Unis /  Canada : 14 février 2011 sur NBC / Citytv
- France : 19 décembre 2011 sur SyFy

- États-Unis : 4,07 millions de téléspectateurs[6] (première diffusion)

- Dayton Callie (Maire Wilkins)
- Illeana Douglas (Netta Stilton)
- Glenn Fitzgerald (Conrad Chandler)
- Alicia Lagano (Janet Peck)
- Paul Anthony Mabon (Soldat ARK)
- Julie Meyer (Fille "emo")
- Natalie Morales (La collègue de Dana)
- Tom Noonan (Preston Holloway)
- Amro Salama (Homme moustachu)
- Richard Schiff (M. Portman)

### Épisode 8:Le Jour des morts (2/2)
- États-Unis /  Canada : 22 février 2011 sur NBC / Citytv
- France : 26 décembre 2011 sur SyFy

- États-Unis : 4,15 millions de téléspectateurs[7] (première diffusion)

- Antonio D. Charity (Garde ARK)
- Illeana Douglas (Netta Stilton)
- Ashley Dyke (Témoin de la mariée #2)
- Glenn Fitzgerald (Conrad Chandler)
- Mike Muscat (Le prêtre de Lich)
- Tom Noonan (Preston Holloway)
- David Pease (Prêtre dans l'hallucination)
- Terryn Westbrook (Témoin de la mariée #1)

### Épisode 9:En territoire ennemi
- États-Unis /  Canada : 28 février 2011 sur NBC / Citytv
- France : 26 décembre 2011 sur SyFy

- États-Unis : 4,1 millions de téléspectateurs[8] (première diffusion)

- Lee Arenberg (chauffeur)
- Grant Bowler (Razer)
- Paul Carafotes (un des hommes de Pokerface)
- Eric Michael Cole (Noodle)
- Michael Cornacchia (Policier)
- Elliott Gould (Le Médecin de Peter Fleming)
- Brian Howe (Mick Reese)
- Michael Irby (Tommy Mollinari / Pokerface)
- Lil' Romeo (Lil Z), Slaine (Kazzie)

### Épisode 10:Fin de partie
- États-Unis : 11 mars 2011 sur NBC.com[9]
- France : 26 décembre 2011 sur SyFy

- Wendy Burch (Journaliste)
- John G. Connolly (Saxton)
- Alan Deane (Commerçant)
- Demetrius Grosse (Le garde de Marty)
- Brian Howe (Mick Reese)
- Brian Ibsen (Journaliste #3)
- Ritu Lal (Journaliste #1)
- Myles Lamonte (C.J. Voyt)
- Raymond Ma (Tian Zhao)
- Tom McCafferty (Officier ARK)
- Elise Neal (La femme de Marty)
- Yara Shahidi (Leyla Voyt)
- Samantha Sloyan (Journaliste blonde)
- Voltaire Sterling (Journaliste #2)